# Спрінг Тауншип (округ Беркс, Пенсільванія)
Спрінг Тауншип (англ. Spring Township) — селище (англ. township) в США, в окрузі Беркс штату Пенсільванія. Населення — 28 407 осіб (2020).

## Демографія
Згідно з переписом 2010 року, у селищі мешкало 27 119 осіб у 10 605 домогосподарствах у складі 7325 родин. Було 10996 помешкань
Расовий склад населення:
| - 87,9 % — білих - 4,8 % — чорних або афроамериканців - 3,2 % — азіатів - 0,2 % — корінних американців - 2,2 % — осіб інших рас |

До двох чи більше рас належало 1,7 %. Частка іспаномовних становила 6,1 % від усіх жителів.
За віковим діапазоном населення розподілялося таким чином: 21,3 % — особи молодші 18 років, 61,6 % — особи у віці 18—64 років, 17,1 % — особи у віці 65 років та старші. Медіана віку мешканця становила 41,4 року. На 100 осіб жіночої статі у селищі припадало 94,3 чоловіків;  на 100 жінок у віці від 18 років та старших — 91,1 чоловіків також старших 18 років.
Середній дохід на одне домашнє господарство  становив 81 865 доларів США (медіана — 68 025), а середній дохід на одну сім'ю — 95 822 долари (медіана — 80 397). Медіана доходів становила 55 831 долар для чоловіків та 45 180 доларів для жінок. За межею бідності перебувало 5,7 % осіб, у тому числі 9,1 % дітей у віці до 18 років та 4,7 % осіб у віці 65 років та старших.
Цивільне працевлаштоване населення становило 13 770 осіб. Основні галузі зайнятості: освіта, охорона здоров'я та соціальна допомога — 29,2 %, виробництво — 14,1 %, роздрібна торгівля — 13,0 %.